# Nucleïnezuur

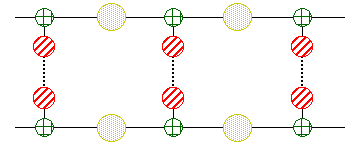
Sterk vereenvoudigd model van een dubbelstrengig nucleïnezuur.
Geel = fosfaat; groen = pentose; rood = stikstofhoudende base.
De doorgaande lijnen vertegenwoordigen de covalente bindingen en de onderbroken lijnen de waterstofbruggen.

Een nucleïnezuur of kernzuur is een complex biochemisch macromolecuul waarin een groot aantal nucleotiden als bouwstenen aan elkaar geschakeld zijn. Nucleïnezuren hebben een hoog molecuulgewicht. De volgorde van de nucleotiden bepaalt de genetische informatie. De meest voorkomende natuurlijke nucleïnezuren zijn desoxyribonucleïnezuur (DNA) en ribonucleïnezuur (RNA).
De naam 'nucleïnezuur' werd gegeven omdat deze moleculen het eerst ontdekt werden in de celkern (nucleus).

## Soorten nucleïnezuren
RNA en DNA zijn de twee belangrijke nucleïnezuren die worden onderscheiden op grond van de samenstellende delen, de nucleotiden. Deze vormen de genen.

### Ribonucleïnezuur
Ribonucleïnezuur of RNA is een nucleïnezuur waarin de suiker ribose voorkomt. Het speelt een grote rol bij het overbrengen van genetische informatie van het desoxyribonucleïnezuur (DNA) naar de ribosomen. Op basis van de genetische informatie kunnen proteïnen gemaakt worden. Er zijn drie types van RNA afhankelijk van hun functie: tRNA (transfer), mRNA (messenger) en rRNA (ribosomaal).

### Desoxyribonucleïnezuur
In desoxyribonucleïnezuur (DNA) vervult de suiker desoxyribose de functie van ribose in RNA. DNA komt voor in alle levende organismen en bevat de erfelijke informatie van het organisme. De DNA-segmenten die genetische informatie bevatten worden genen genoemd. Andere delen hebben een structureel doel of spelen een rol bij de transcriptie van de genetische informatie.

## Opbouw

### Nucleobasen
In DNA komen de nucleobasen cytosine (C), guanine (G), adenine (A) en thymine (T) voor. In RNA wordt thymine vervangen door uracil (U).
Nucleobasen zijn complementair en vormen basenparen. De binding tussen cytosine en guanine heeft drie waterstofbruggen (C≡G), terwijl het adenine-thymine-paar twee waterstofbruggen vormt (A=T). Volgende paren zijn mogelijk:
- cytosine-guanine (C≡G) (bij DNA en RNA)
- adenine-thymine (A=T) (bij DNA)
- adenine-uracil (A=U) (bij RNA)

### Nucleosiden
Nucleosiden zijn glycosylaminen die gevormd worden doordat een nucleobase met een ribose of desoxyribose suikerring bindt. De naam van nucleosiden die voorkomen in DNA en RNA worden afgeleid van hun nucleobase. De nucleosiden die voorkomen in DNA en RNA zijn cytidine, uridine, adenosine, guanosine en thymidine. Nucleoside-analoga zoals acyclovir, kunnen worden gebruikt als antiviraal middel.

### Nucleotiden
Wanneer een fosfaatgroep aan een nucleoside wordt toegevoegd bekomt men een nucleotide. Nucleotiden zijn de monomeren van DNA en RNA, alsook van belangrijke cofactoren zoals acetyl-CoA, FAD, NADP, flavine-mononucleotide en ATP.